# Noblex
Noblex Argentina S.A. es una empresa argentina de tecnología fundada en 1935 con el nombre de Nobleza Radio, por Armando Pla. Pertenece al Grupo empresarial Newsan desde su adquisición en 1999.

## Historia

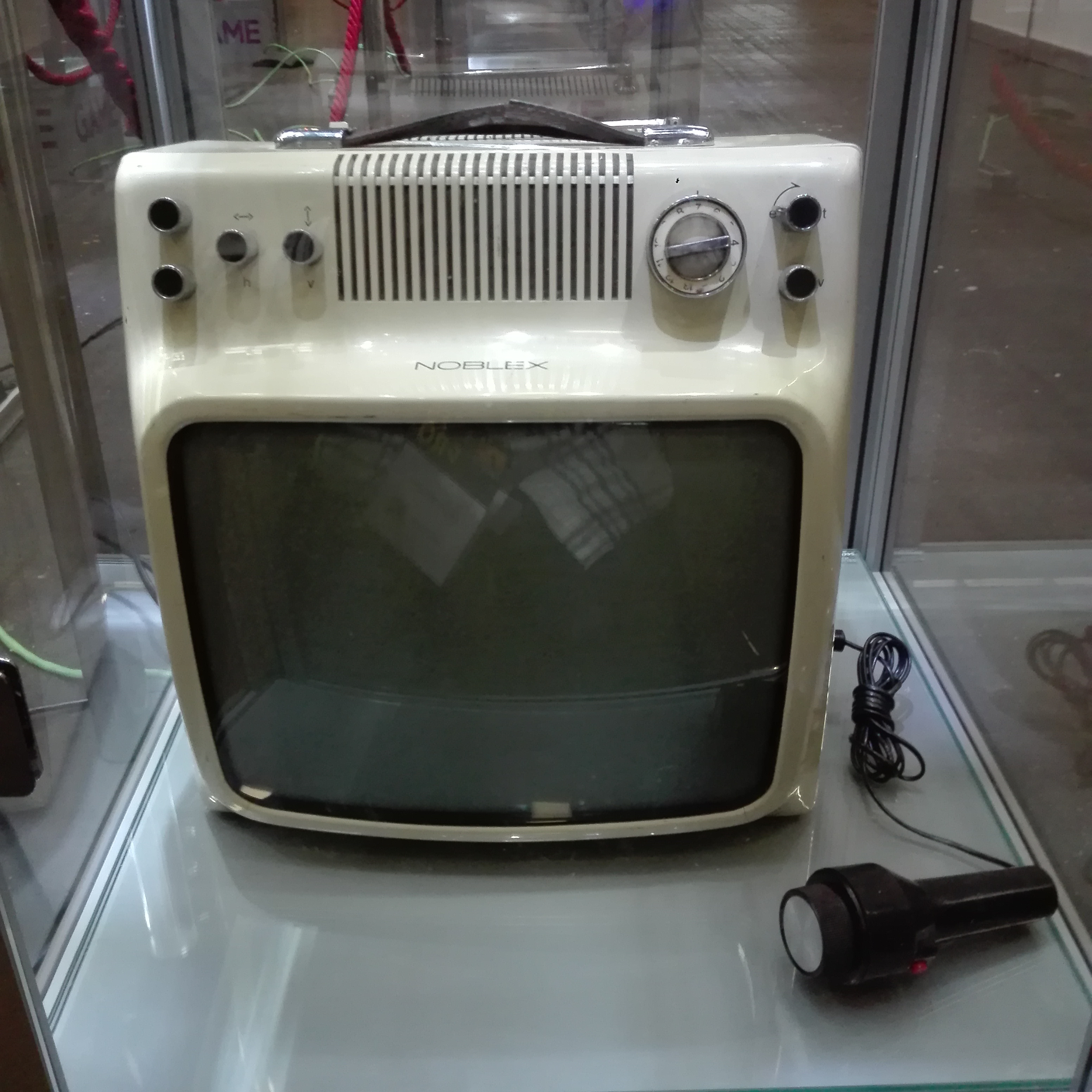
La Noblex Micro 14, uno de los mayores éxitos de Noblex y uno de los televisores más vendidos de los años 70.

La empresa Nobleza Radio fue fundada por Armando Pla, un joven apasionado por la naciente radiofonía, a mediados de 1935; era un pequeño negocio ubicado en el barrio del Abasto de Buenos Aires en el que fabricó radios eléctricas a válvulas. Su primer producto fue la radio eléctrica Noblesse, diez años después lanzó el Combinado Nobleza y en la década de 1960 empezó a fabricar y vender la  Noblex Carina, como la TN2 que alcanzó más de 1.500.000 unidades vendidas. Alimentada por cuatro pilas medianas, se destacaba por su estuche de cuero marrón con las costuras a la vista y fue la competidora principal de la mítica Spica. En la década de 1970 logró un impacto de ventas con la Noblex 7 mares, una radio que superaba en ese momento a todas las de su tipo. Distinguible por una tapa que al desplegarse hacia arriba mostraba un mapa del mundo, tenía varias bandas de onda corta, controles de graves y agudos y un buen diseño en su frente metálico. En los años 1980 la empresa se transformó en licenciataria de la coreana Samsung.
Con el correr de los años comenzó a fabricar los primeros televisores blanco y negro, el receptor TS 8 y la radio Noblex Micro 9.
En 1999 fue adquirida por el grupo Newsan.
Actualmente posee una planta de fabricación en Ushuaia, Tierra del Fuego.

### Promoción Mundial Rusia 2018
En ocasión de la Copa Mundial de Fútbol de 2018 la empresa Noblex lanzó una promoción que fue comentada en medios de prensa, comprometiéndose a devolver el importe de la compra a quienes adquirieran de un televisor inteligente de 50 pulgadas entre el 24 y el 31 de agosto de 2017 si la selección de Argentina no superaba la ronda de clasificación para dicho campeonato. No debió devolver las sumas correspondientes a los 300 televisores vendidos porque la selección alcanzó esa clasificación. De todas maneras, Noblex había contratado un seguro con el cual en caso de no llegar a la clasificación le sería compensada parte del reembolso que debiera efectuar.
La película El Gerente, dirigida por Ariel Winograd y protagonizada por Leonardo Sbaraglia, narra la historia del director de marketing que ideó la promoción para el Mundial de Rusia 2018 y fue estrenada por Paramount+ en la previa a la Copa Mundial de Fútbol de 2022.

## Logotipos

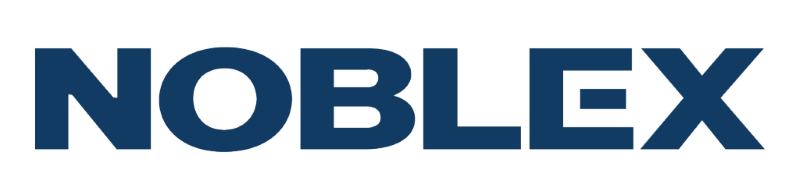
1999-2017
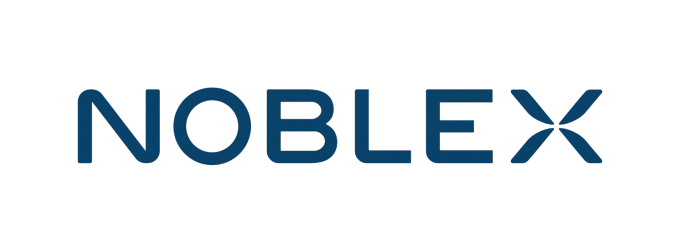
Desde 2017